# Inga-vízesés
Az Inga-vízesés a Kongói Demokratikus Köztársaságban Mataditól 40 km-re található vízesés, ahol a Kongó útja során 96 m-t esik. A Kongó mintegy 15 km hosszúságban több szakaszon esik 96 m-t, e zuhatagok közül a legnagyobb a Boyoma vízesés. Az Inga a lezúduló víz térfogata szempontjából a világ legnagyobb vízesése, a lezúduló víz hozama 42 476 m³/s. A maximális megfigyelt hozam 70 793 m³/s volt. Az Inga vízesésen két vízerőművet is építettek, az Inga I és Inga II erőműveket. A már üzemelők mellett két további erőmű is a tervben van, megvalósulásuk esetén egyikük, energiatermelését tekintve a világ legnagyobb vízerőműve lesz.

## Külső hivatkozások
- Vízesés adatbázis A világ legnagyobb vízesései
- GENI Inga III